# Symphonica
Symphonica är George Michaels enda livealbum, utgivet den 14 mars 2014. George Michaels sång spelades in i Royal Albert Hall under hans Symphonica Tour (2011–2012), medan stråkarrangemangen spelades in i en studio. Symphonica blev albumetta i Storbritannien, Irland, Polen och Kroatien.

## Låtlista
| 1.  | Through                             | George Michael                  | 5:09 |
| 2.  | My Baby Just Cares for Me           | Walter Donaldson, Gustav Kahn   | 1:56 |
| 3.  | A Different Corner                  | George Michael                  | 4:14 |
| 4.  | Praying for Time                    | George Michael                  | 4:58 |
| 5.  | Let Her Down Easy                   | Sanandra Maitreya               | 3:50 |
| 6.  | The First Time Ever I Saw Your Face | James Miller                    | 5:24 |
| 7.  | Feeling Good                        | Anthony Newley, Leslie Bricusse | 3:15 |
| 8.  | John and Elvis Are Dead             | George Michael, David Austin    | 4:31 |
| 9.  | One More Try                        | George Michael                  | 5:14 |
| 10. | Cowboys and Angels                  | George Michael                  | 7:24 |
| 11. | Idol                                | Elton John, Bernard Taupin      | 4:29 |
| 12. | Brother Can You Spare a Dime        | Edgar Harburg, Jay Gorney       | 4:51 |
| 13. | Wild Is the Wind                    | Dimitri Tiomkin, Ned Washington | 4:15 |
| 14. | You've Changed                      | Bill Carey, Carl Fischer        | 4:44 |

| 1.           | Through                             | George Michael                  | 5:09  |
| 2.           | My Baby Just Cares for Me           | Walter Donaldson, Gustav Kahn   | 1:56  |
| 3.           | A Different Corner                  | George Michael                  | 4:14  |
| 4.           | Praying for Time                    | George Michael                  | 4:58  |
| 5.           | Let Her Down Easy                   | Sanandra Maitreya               | 3:50  |
| 6.           | The First Time Ever I Saw Your Face | James Miller                    | 5:24  |
| 7.           | Feeling Good                        | Anthony Newley, Leslie Bricusse | 3:15  |
| 8.           | John and Elvis Are Dead             | George Michael, David Austin    | 4:31  |
| 9.           | Roxanne                             | Gordon Sumner                   | 4:20  |
| 10.          | One More Try                        | George Michael                  | 5:14  |
| 11.          | Going to a Town                     | Rufus Wainwright                | 4:45  |
| 12.          | Cowboys and Angels                  | George Michael                  | 7:24  |
| 13.          | Idol                                | Elton John, Bernard Taupin      | 4:29  |
| 14.          | Brother Can You Spare a Dime        | Edgar Harburg, Jay Gorney       | 4:52  |
| 15.          | You Have Been Loved                 | George Michael, Austin          | 5:41  |
| 16.          | Wild Is the Wind                    | Dimitri Tiomkin, Ned Washington | 4:15  |
| 17.          | You've Changed                      | Bill Carey, Carl Fischer        | 4:44  |
| Total längd: | Total längd:                        | Total längd:                    | 79:01 |